# Song for Guy
"Song for Guy" er en overvejende instrumental sang af den britiske sanger Elton John og er det sidste spor fra hans album A Single Man (1978). Sangen er dedikeret til Guy Burchett, bandets budbringer (runner, altmuligmand) der på tragisk vis blev dræbt på sin motorcykel i en alder af 17 år.

## Indspilning og udgivelse
Sangen begynder med en solo piano. Kort efter intro kommer et afsnit med percussion med ekstra vindspil og synthesizer. Sangen er instrumental til det sidste, hvor linjen "Life, isn't everything" gentages med melodien. Sangen er en af de få sange skrevet af Elton John alene, og er muligvis den eneste med sangtekster af hans egen hånd.
Sangen blev udgivet som albummets tredje single den 28. november 1978 i Storbritannien og i marts 1979 i USA. Sangen nåede nummer fire på UK Singles Chart i januar 1979 og nummer 110 på Billboard 200. Sangen var en moderat succes på den amerikanske adult contemporary-hitliste og nåede nummer 37 i foråret 1979.

## Musikere
- Elton John – piano, mellotron, synthesizer, vokal
- Ray Cooper – percussion
- Clive Franks – basguitar